# Vicent Torres Castejón
Vicent Torres Castejón (Paterna, 1950 – València, 2024) va ser un activista i urbanista en defensa del territori i de l'ecologisme, i cofundador de l'Associació de Veïnes i Veïns de Benimàmet (València). Doctor en Economia i professor associat d'urbanisme sostenible a l'Escola d'Arquitectura de la Universitat Politècnica de València. Des del 2001, membre destacat del col·lectiu Terra Crítica, i present en congressos i publicacions, tant en revistes especialitzades com en la premsa diària. Va col·laborar activament en mitjans de comunicació com elDiario.es, Levante-EMV, Las Provincias o El País, on escrivia sobre polítiques de transport i models de ciutat. Des del 2020, participava en el blog Territori Crític al elDiario.es. Des del 2015, assessor de les polítiques urbanes del govern de Joan Ribó (Compromís) a València.

## Trajectòria professional
Llicenciat en Economia en la primera promoció de la Facultat de Ciències Econòmiques de la Universitat de València, inicià la seua vida professional com a administratiu a les empreses Hispano Olivetti i IBM.
L'any 1993 va decidir dedicar-se de ple a l'urbanisme i l'ordenació del territori, com a consultor i activista. Desenvolupà una llarga trajectòria professional, compartida en bona part dels seus treballs amb el professor Joan Olmos, doctor en Enginyeria de Camins i professor de la Universitat Politècnica de València. El 2004 va defensar la seua tesi doctoral Políticas de transporte urbano. El caso del área metropolitana de Valencia sota la direcció de Francesc La Roca Cervigón.
Va treballar activament en la formulació dels primers plans de mobilitat urbana sostenibles en diferents ciutats com ara Silla, Burjassot, Benicàssim, la Vall d'Uixó, entre d'altres. Un exemple emblemàtic del seu treball va ser l'estudi recollit al document “L'Alcúdia: Cap a una mobilitat sostenible”, publicat l'any 2005. Aquest document va inspirar el Pla de Mobilitat de l'Ajuntament de l'Alcúdia, i un bon nombre de les mesures proposades es van dur a terme, tal com es va recordar i debatre en unes jornades celebrades l'any 2018.
L'any 2005 va accedir a una plaça de professor associat d'urbanisme a l'Escola d'Arquitectura de la UPV, integrant-se en el Taller XXI, un grup docent centrat en aspectes de sostenibilitat ambiental i social aplicats al territori i a la ciutat. Es va jubilar l'any 2015.

## Assessorament tècnic
A partir de la seua jubilació, va iniciar una tasca com a assessor de la Regidoria de Mobilitat Sostenible de l'Ajuntament de València, col·laborant amb Giuseppe Grezzi durant el govern de Joan Ribó (2015-2023). Va ser ell qui proposà la creació de la Mesa de la Mobilitat, un espai de diàleg i participació de la societat civil valenciana, de manera totalment desinteressada. També va redactar l'esborrany de la primera superilla a la ciutat, així com el disseny dels itineraris de trànsit interior a Ciutat Vella, que van contribuir a reduir la presència de vehicles i a retornar l'espai públic a les persones. Entre les seues aportacions destacades hi ha la primera actuació d'urbanisme tàctic, que permeté recuperar l'entorn de la Llotja i el Mercat Central per a l'ús ciutadà. A més, va inspirar el disseny del bulevard Garcia Lorca com a espai lliure de trànsit, participà en l'elaboració de la guia de Mobilitat i contribuí de manera decisiva a la definició de l'arquitectura de la nova Ordenança de Mobilitat.

## Activisme i compromís social
Vicent Torres va ser un destacat militant antifranquista i activista social. L'any 1969 s'integrà a les "Organizaciones Frente", una confluència de moviments polítics d'esquerres i antifranquistes (FLP – FOC – ESBA: Frente de Liberación Popular, Front Obrer de Catalunya i Euskadiko Sozialisten Batasuna). L'any 1970, juntament amb altres militants, va iniciar el grup España Hoy i participà en el procés d'impuls de dues estructures paral·leles: l'organització obrera Plataformes Anticapitalistes i l'organització política Organización de Izquierda Comunista de España (OICE), que al País Valencià es va estructurar com a Organització d'Esquerra Comunista (OEC). Vicent Torres es mantingué dins l'OEC, fins a la seua integració en el « Moviment Comunista del País Valencià » (MCPV), l'any 1979, una organització política de defensava el marxisme revolucionari, la lluita veïnal i l'ecologisme.
El 1974 va participar a la fundació de l'Associació de Veïnes i Veïns de Benimàmet, contribuint a la reivindicació d'equipaments i serveis per al barri. Va ser membre destacat i actiu durant moltes dècades, encarregat d'editar els butlletins informatius de l'associació. Vicent Torres participà en la planificació i desenvolupament del Parc Lineal de Benimàmet, inaugurat el 2018 sobre l'espai generat pel soterrament de les vies de Metrovalència al pas pel barri. El projecte, promogut per la Regidoria de Mobilitat Sostenible de l'Ajuntament de València, va convertir un espai fins aleshores residual en un corredor urbà amb zones de passeig, carril bici i arbrat.
Col·laborà amb organitzacions ecologistes, veïnals i de defensa del territori com ara València en Bici, Acció Ecologista-Agró, Vianants, Xúquer Viu, Tren Sí, AVE No, Per l'Horta, Comissió Ciutat-Port, Ca Revolta, Salvem el Botànic i Terra Crítica. Va contribuir confeccionant al·legacions i informes tècnics, xerrades i debats contra projectes urbanístics i infraestructures que considerava insostenibles o lesius per a la ciutadania o del país. Va ser també un ferm defensor de l'ús del valencià, com ho reflectiren moltes de les seues comunicacions, tant orals com escrites.

## Obra publicada
Va escriure diversos llibres sobre urbanisme, ecologisme i la història del barri de Benimàmet, entre els quals destaquen: 
- No inútilmente (memòries de la lluita antifranquista). Npq Editores, 2019.[13]
- Benimàmet.  Ajuntament de València, 1987.[14]
- Pensar València. Universitat Politècnica de València, 2003.[15]
- Llibre Verd del Territori Valencià.  Escola Valenciana. Federació D'Associacions Per La Llengua, 2007.[16]
- Territori valencià i canvi climàtic.  Edicions 96 S.L, 2008.[17]

## Vida personal
Fill de pares aragonesos establerts a Paterna. Va ser un intel·lectual apassionat i viatger, i parlava castellà, valencià, anglès i francès amb molta fluïdesa. El 1974 es casà amb Mari Carmen Barceló Bugeda (1952-2004), amb qui tingué dos fills, Miquel i Clara. Tenia tres nets. Posteriorment, va conviure amb Imma Pons Pons, amb qui mantingué una relació fins a la mort d'ell.

## Homenatges
L'octubre de 2024 es va organitzar una exposició-homenatge a Vicent Torres al barri de Benimàmet. S'ha iniciat una demanda per dedicar una plaça del barri de Benimàmet a Vicent Torres.

## Llegat i influència
El llegat de Vicent Torres queda present en múltiples espais: en les polítiques urbanes del Govern del Canvi a València, en el moviment ecologista valencià, en els debats tècnics sobre mobilitat sostenible, en la memòria col·lectiva de Benimàmet i en les aules de les escoles d'arquitectura i enginyeria. Referent humà i intel·lectual per a moltes generacions, és citat en debats contemporanis sobre ciutat, territori i justícia social. Els seus llibres i arxiu personal es troben a l'espai "El Punt" de València.

## Citacions destacades
- "Hola, amics, amigues: Vos proposem molt de treball, molt, però ara molt gratificant. S'ha acabat de queixar-se, lamentar-se i somiar, ara toca governar, actuar i canviar la realitat. Enhorabona, hem guanyat!! A més, ja tenim el Programa de Govern més complet, en l'àrea d'Espai Públic i Mobilitat. Anem a aplicar-lo. Al llarg de 4 anys." (Missatge a companys de Compromís després de les eleccions municipals de 2015) * "O ho feu ja, o me'n vaig." (Frase pronunciada durant una reunió tècnica de l'Ajuntament de València)